# Рунку (Валча)
Рунку (рум. Runcu) насеље је у Румунији у округу Валча у општини Рунку. Oпштина се налази на надморској висини од 391 m.

## Становништво
Према подацима из 2002. године у насељу је живело 1156 становника, од којих су сви румунске националности.

### Хронологија
| Година       | 1992 | 1993 | 1994 | 1995 | 1996 | 1997 | 1998 | 1999 | 2000 | 2001 | 2002 | 2003 | 2004 | 2005 | 2006 | 2007 | 2008 | 2009 | 2010 | 2011 | 2012 | 2013 | 2014 | 2015 | 2016 | 2017 |
| ------------ | ---- | ---- | ---- | ---- | ---- | ---- | ---- | ---- | ---- | ---- | ---- | ---- | ---- | ---- | ---- | ---- | ---- | ---- | ---- | ---- | ---- | ---- | ---- | ---- | ---- | ---- |
| Становништво | 1310 | 1288 | 1273 | 1245 | 1213 | 1196 | 1174 | 1166 | 1148 | 1114 | 1086 | 1077 | 1061 | 1051 | 1053 | 1030 | 1016 | 1009 | 997  | 991  | 987  | 971  | 969  | 959  | 946  | 947  |